# Alara
Alara a Kusita Királyság egyik uralkodója, akit utódai a napatai uralkodódinasztia alapítójának tartottak; Núbia első ismert királya. Egyesítette Felső-Núbiát Meroétól a harmadik kataraktáig, és Napatát Núbia vallási fővárosává tette. Valószínűleg említik a kawai Ámon-templomban. Magának Alarának az uralma nem terjedt ki Egyiptom bármely területére, ahogy két közvetlen utódáé, Kastáé és Piyéé, ezért nem számítják a XXV. dinasztia uralkodói közé. A núbiai irodalom szerint hosszú ideig uralkodhatott, mert az őt követő királyok azt kérték, hogy uralkodásuk olyan hosszú legyen, mint az övé. Emlékezete fontos szerepet kapott a kusita királyság eredetmítoszában, mely az idők során számos új elemmel bővült. A núbiai kultúrában nagy tisztelettel övezték.

## Alara a történelmi forrásokban
Alara első dokumentált említése egy egyiptomi hieroglifákkal írt sztélén található, melyet Tabiri királyné, Alara és felesége, Kaszaka királyné lánya állíttatott. Mivel Tabiri Piye felesége volt, Piye pedig közvetlenük Kastát követte a trónon, Alara nagy valószínűséggel Kasta elődje volt. Míg Alara nem visel királyi címet Tabiri sztéléjén, nevét kártusba írják, ami megerősíti, hogy kusita uralkodó volt. Alarát Taharka nagyanyjának testvéreként említik a kawai feliratok (IV, 16f sor, i. e. 685 körül és VI, 23f, i. e. 680 körül), ami azt jelenti, Taharka anyja, Abar királyné (aki szintén Piyéhez ment feleségül), Alara lánytestvérének a lánya volt.
Timothy Kendall nubiológus szerint Alara az a bizonyos Ari Meriamon király, akinek 23. uralkodási évét említi egy töredékesen fennmaradt sztélé a kawai Ámon-templomból. Török László azonban 1997-es, The Kingdom of Kush: Handbook of the Napatan-Meroitic Civilization. (Handbuch der Orientalistik 31)  című könyvében elutasítja ezt a nézetet, és úgy véli, a sztélé szövege és stílusa alapján az Ari név Arjamanira utal, egy sokkal későbbi, a XXV. dinasztia utáni királyra, aki Meroéből uralkodott. Kendall epigráfiai alapokon álló érveit más tudósok sem fogadják el.

## Sírja
Alarát Kasta követte, aki kiterjesztette Núbia befolyását Elephantinéig és Thébáig. Az el-kurrui királyi temetőben temették el, Napatától folyásirányban. Feleségét, Kaszakát a Ku.23 sírba temették (El-Kurru 23). Sírja közvetlenül a Ku.9 mellett van, ami feltehetőleg magáé Alaráé.
Kendall szerint a Ku.9 sír tulajdonosát (aki valószínűleg Alara):
„hagyományos núbiai módon temették el, ágyon fekve, egy kis, elzárt oldalkamrában, ami egy függőleges akna aljából nyílik. A sír látható felépítménye számos egyiptomi elemmel rendelkezik. Csúcsát durva kidolgozású, üreges bronz ba szobor díszíthette. A kápolnában egyszerű, kemény kőből faragott, egyiptomi stílusú áldozati asztal állt, a falakat durva kidolgozású mélyreliefekkel díszítették. Az egyik kőtömbön kivehető alak talán egy férfifej felső része, rajta korona zászlakkal, a homlok fölött hurokszerű, talán ureuszt utánzó dísz. Ez vagy azt sugallja, hogy a sír tulajdonosa élete vége felé közel állt ahhoz, hogy igazi fáraónak tekintse magát, vagy azt, hogy utóda (Kasta?), aki a sírt építtette és a reliefeket jóváhagyta, engedélyt adott erre a posztumusz ábrázolásra.”
Török egyetért ezzel és azt írja, hogy „a Ku.9 kultuszkápolnája lehetett az első sír el-Kurruban, a korai kusita uralkodók királyi temetőjében, amelyben halotti sztélé és áldozati asztal is volt”.

## Fordítás
- Ez a szócikk részben vagy egészben  az   Alara of Nubia című angol Wikipédia-szócikk ezen változatának fordításán alapul.  Az eredeti cikk szerkesztőit annak laptörténete sorolja fel. Ez a jelzés csupán a megfogalmazás eredetét és a szerzői jogokat jelzi, nem szolgál a cikkben szereplő információk forrásmegjelöléseként.